# Magnitud AB
Magnitud AB es el nombre de un sistema de unidades de medición astronómica. A diferencia de muchos otros sistemas de magnitud, se basa en mediciones de flujo que se calibran en unidades absolutas, concretamente mediante densidades de flujo espectral. AB significa "absoluto" en el sentido de que no se utiliza ningún objeto de referencia relativo (a diferencia de usar la estrella Vega como objeto de referencia). No debe confundirse con la magnitud absoluta en el sentido del brillo aparente de un objeto si se ve desde una distancia de 10 pársecs.

## Definición
La magnitud AB monocromática se define como el logaritmo de una densidad de flujo espectral con la escala habitual de las magnitudes astronómicas, y un punto cero de aproximadamente 3631 janskys (símbolo Jy), donde 1 Jy = 10−26 W Hz−1 m−2 = 10−23 erg s−1 Hz−1 cm−2 ("aproximadamente" porque la verdadera definición del punto cero se basa en magnitudes como se muestra a continuación). Si la densidad de flujo espectral se denota fν, la magnitud AB monocromática es:
{\displaystyle m_{\text{AB}}\approx -2.5\log _{10}\left({\frac {f_{\nu }}{3\,631{\text{Jy}}}}\right),}
o, con fν todavía en janskys,
{\displaystyle m_{\text{AB}}=-2.5\log _{10}f_{\nu }+8.90.}
La definición exacta se establece en relación con las unidades del sistema Cegesimal de Unidades de erg s−1 cm−2 Hz−1:
{\displaystyle m_{\text{AB}}=-2.5\log _{10}f_{\nu }-48.60.}
(Nota: hay un error de signo en la ecuación original de Oke y Gunn (1983))
Invertir esto conduce a la verdadera definición del valor numérico "3631 Jy" citado a menudo:
{\displaystyle f_{\nu ,0}=10^{\tfrac {48.60}{-2.5}}\approx 3.631\times 10^{-20}} erg s−1 cm−2 Hz−1
Las mediciones reales siempre se realizan en algún rango continuo de longitudes de onda. La magnitud AB de paso de banda se define de modo que el punto cero corresponda a una densidad de flujo espectral promediada por paso de banda de aproximadamente 3631 Jy:
{\displaystyle m_{\text{AB}}\approx -2.5\log _{10}\left({\frac {\int f_{\nu }{(h\nu )}^{-1}e(\nu )\,\mathrm {d} \nu }{\int 3\,631{\text{Jy}}\,{(h\nu )}^{-1}e(\nu )\,\mathrm {d} \nu }}\right),}
donde e(ν) es la función de respuesta del filtro de "igual energía" y el término (hν)−1 supone que el detector es un dispositivo de conteo de fotones como un CCD o un fotomultiplicador. (las respuestas de los filtros a veces se expresan como eficiencias cuánticas, es decir, en términos de su respuesta por fotón, en lugar de por unidad de energía. En esos casos, el término (hν)−1 forma parte de la definición de e(ν) y no debe incluirse).
El sistema STMAG se define de manera similar, pero para un flujo constante por unidad de intervalo de longitud de onda.

## Expresión en términos defλ
En algunos campos, las densidades de flujo espectral se expresan por unidad de longitud de onda, fλ, en lugar de por unidad de frecuencia, fν. En cualquier longitud de onda específica,
{\displaystyle f_{\nu }={\frac {\lambda ^{2}}{c}}f_{\lambda },}
donde fν se mide por frecuencia (digamos, en hercio) y fλ se mide por longitud de onda (digamos, en centímetros). Si la unidad de longitud de onda es ángstroms,
{\displaystyle {\frac {f_{\nu }}{\text{Jy}}}=3.34\times 10^{4}\left({\frac {\lambda }{\mathrm {\AA} {}}}\right)^{2}{\frac {f_{\lambda }}{{\text{erg}}{\text{cm}}^{-2}{\text{s}}^{-1}\mathrm {\AA} ^{-1}}}.}
Esto luego se puede conectar a las ecuaciones anteriores.
La "longitud de onda de pivote" de un paso de banda determinado es el valor de λ que hace que la conversión anterior sea exacta para las observaciones realizadas en ese paso de banda. Para una función de respuesta de igual energía como se define anteriormente, es
{\displaystyle \lambda _{\text{piv}}={\sqrt {\frac {\int e(\lambda )\lambda \,\mathrm {d} \lambda }{\int e(\lambda )\lambda ^{-1}\,\mathrm {d} \lambda }}}.}
Para una función de respuesta expresada en la convención de eficiencia cuántica, es:
{\displaystyle \lambda _{\text{piv}}={\sqrt {\frac {\int e(\lambda )\,\mathrm {d} \lambda }{\int e(\lambda )\lambda ^{-2}\,\mathrm {d} \lambda }}}.}

## Conversión de otros sistemas de magnitud
Las magnitudes del sistema AB se pueden convertir a otros sistemas. Sin embargo, debido a que todos los sistemas de magnitud implican la integración de algún espectro fuente supuesto sobre alguna banda de paso supuesta, tales conversiones no son necesariamente triviales de calcular, y las conversiones precisas dependen del paso de banda real de las observaciones en cuestión. Varios autores han calculado conversiones para situaciones estándar.